# 雷讷穆兰
雷讷穆兰（法語：Rennemoulin，法語發音：[ʁɛnmulɛ̃]）是法国伊夫林省的一个市镇，属于凡尔赛区。

## 地理
雷讷穆兰（48°50'1"N, 2°2'35"E）面积2.22 平方千米，位于法国法蘭西島大區伊夫林省，该省份为法国北部内陆省份，北起瓦兹河谷省，西接厄尔省，西南接厄尔-卢瓦省，东南接埃松省，东临上塞纳省。
与雷讷穆兰接壤的市镇（或旧市镇、城区）包括：丰特奈勒弗勒里、努瓦西勒鲁瓦、维勒普勒。

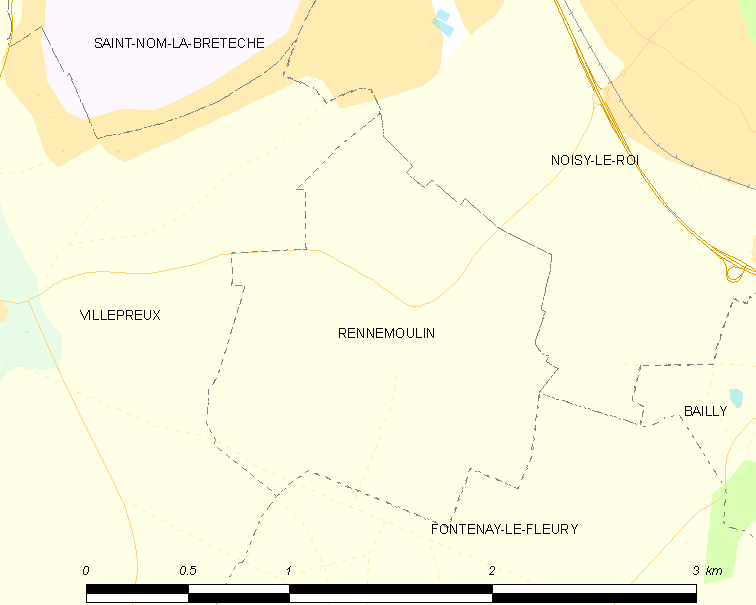
雷讷穆兰的OSM定位图

雷讷穆兰的时区为UTC+01:00、UTC+02:00（夏令时）。

## 行政
雷讷穆兰的邮政编码为78590，INSEE市镇编码为78518。

## 政治
雷讷穆兰所属的省级选区为圣西尔莱科勒县。

## 人口

1962-2008年间雷讷穆兰人口变化图示

雷讷穆兰于2022年1月1日时的人口数量为107人。